# The Walking Dead: A New Frontier
The Walking Dead: A New Frontier (también conocido como The Walking Dead: Season Three) es un juego de aventuras gráficas episódicas basado en la serie de cómics The Walking Dead de Robert Kirkman y desarrollada por Telltale Games.
Es la tercera temporada de Telltale de su serie The Walking Dead. Con los dos primeros episodios lanzados el 20 de diciembre de 2016 y una edición de disco de temporada de venta minorista lanzada el 7 de febrero de 2017.
El juego emplea la misma estructura narrativa que las temporadas pasadas, donde las decisiones del jugador tendrá un impacto permanente en los elementos futuros de la historia. Las elecciones de jugadores registradas en los archivos guardados de las dos primeras temporadas y el episodio adicional "400 días" se transfieren a la tercera temporada.
El juego tiene lugar en el mismo mundo ficticio que el cómic, con el apocalipsis zombi que ha ocurrido. Los personajes principales del juego son personajes originales; sin embargo, debido a saltos en el tiempo en la temporada dos y entre las temporadas dos y tres, la línea de tiempo queda atrapada en donde están los cómics.
Durante la tercera entrega aparecerá un personaje original de los cómics Jesús.

## Jugabilidad
Al igual que en temporadas anteriores, es un juego de aventuras de apuntar y hacer clic.
Una de las grandes diferencias respecto a las ediciones anteriores, es que en esta temporada existen dos personajes jugables: Clementine y Javier.

## Sinopsis
The Walking Dead: A New Frontier sigue al primer juego y coincide con los eventos de los cómics, en los que ha ocurrido un apocalipsis zombi, convirtiendo a los humanos que son mordidos o mueren en zombis o "caminantes"; la única forma de detener esta conversión es dañar el cerebro. El juego se desarrolla unos cuatro años después de que comenzara el apocalipsis, y aproximadamente dos años después de The Walking Dead: Season Two.
A New Frontier cuenta con dos protagonistas jugables: Javier "Javi" García (Jeff Schine), un exjugador de béisbol profesional que vive con su cuñada Kate (Shelley Shenoy) y sus dos sobrinos, Gabe (Raymond Ochoa) y Mariana (Vale de la Maza); y Clementine (Melissa Hutchison), una adolescente que intenta sobrevivir mientras continúa cuidando de Alvin Jr., el bebé de la última temporada. Puede que también aparezcan Kenny (Gavin Hammon) o Jane (Christine Lakin), dependiendo de las decisiones tomadas por el jugador en la temporada anterior. Durante la temporada, al grupo de Javi se unen Jesús (Brandon Keener), el embajador de la comunidad de Hilltop que aparece en la serie de cómics, y varios supervivientes de la idílica ciudad de Prescott, incluido su líder Tripp (Troy Hall), la doctora Eleanor (Kelly Crowder) y el cantinero Conrad (William Christopher Stephens). Los episodios posteriores presentan la Nueva Frontera, un grupo más grande de sobrevivientes que se han "perdido" debido a eventos pasados. El grupo está dirigido por cuatro personas: Joan (Jayne Taini), jefa de diplomacia; Dr. Paul Lingard (Yuri Lowenthal), jefe de medicina; Clinton "Clint" Barnes (Andrew Heyl), el jefe de raciones y alimentos; y el hermano mayor de Javi y exmarido de Kate, David (Alex Hernández), el jefe de seguridad. Otros miembros incluyen a la mano derecha de David, Ava (Ally Johnson), y los exploradores Badger (Jon Curry), Max (Sean Lynch) y Lonnie (Charles Halford).